# Calamity Anne in Society
Calamity Anne in Society è un cortometraggio muto del 1914 diretto da Thomas Ricketts. Dodicesimo capitolo della saga dedicata al personaggio di Calamity Anne, interpretata da Louise Lester, prima figura femminile protagonista del genere western. Prodotto dalla Flying A, aveva come altri interpreti Josephine Ditt (moglie del regista), Ida Lewis, William Bertram.

## Trama
Calamity Anne, avendo ereditato una grande tenuta, vi si reca per prenderne possesso. Ma i suoi modi rozzi e poco eleganti provocano scontento anche tra i suoi servitori. Per entrare in società, tenta di sgrezzare le proprie maniere e, quando gli avvocati la informano che non è lei la vera erede, Calamity Anne si sente sollevata e, insieme a Tommy e ai cowboy, torna alla sua cara casetta nel West.

## Produzione
Il film fu prodotto dall'American Film Manufacturing Company come Flying A.

## Distribuzione
Distribuito dalla Mutual, il film - un cortometraggio in una bobina - uscì nelle sale cinematografiche degli Stati Uniti il 31 gennaio 1914.